# Peter M. Endres
Peter Martin Endres (* 5. Oktober 1953 in Ulm) war von 2003 bis 2013 Vorstandsvorsitzender der heutigen Ergo Direkt Versicherungen. Zugleich war er Vorsitzender des Aufsichtsrates der Neckermann Versicherungen.  

## Leben
Endres stieg 1990 als Direktor des Direktvertriebs bei den Quelle Versicherungen in das Unternehmen ein und war ab 1998 als Vorstandsmitglied tätig. Endres war zudem Vorstandsmitglied der Neckermann Versicherung von 1998 bis 2000.
Vor seinen Aufgaben bei Ergo Direkt Versicherungen war der Diplom-Ingenieur als Marketing-Spezialist in verschiedenen Funktionen, unter anderem bei der Kodak AG in Stuttgart beschäftigt. 2011 übernahm Endres die Hauptrolle in mehreren Ergo-Direkt-Werbespots, die im selben Jahr und 2012 ausgestrahlt wurden.
Am 27. November 2013 gab das Unternehmen bekannt, dass Endres als Vorstandsvorsitzender der Ergo Direkt Versicherungen per Ende 2013 zurücktreten wird. 
Im Januar 2014 veröffentlichte Endres zusammen mit dem Gehirnforscher Gerald Hüther das Buch Lernlust zum Thema innovative Bildungsprojekte und Potentialentfaltung von Mitarbeitern in Unternehmen. Das Buch unterstützt die von Endres initiierte Stiftung bildungsstifter.de, die 2015 in EduAction umbenannt wurde.
Seit 2014 arbeitet Endres zusammen mit David Diallo an der Idee einer Mediengruppe zum Thema Nachhaltigkeit. Zusammen gründeten sie die Impact Ventures Group in Berlin, deren Ziel es ist, nachhaltige Visionen voranzutreiben. Dazu gehören Enorm, goodnews.eu, goodjobs.eu, goodtravel.de und goodbuy.eu. 
Seit Juli 2019 ist Endres Mitglied der Aufsichtsräte der Versicherungsgruppe Die Bayerische. Er arbeitet darüber hinaus im Nachhaltigkeitsbeirat der Pangaea Life und im Beirat der BVV Holding AG. 

## Veröffentlichungen
- Mit Gerald Hüther: Lernlust. Worauf es im Leben wirklich ankommt. Murmann Verlag, Hamburg 2014, ISBN 978-3-86774-290-0.